# سنتاب
سنتاب هي بلدة في مقاطعة نوراتا في ولاية نواوي في أوزبكستان.